# Securigera carinata
Securigera carinata är en ärtväxtart som beskrevs av Per Lassen. Securigera carinata ingår i släktet rosenkroniller, och familjen ärtväxter. Inga underarter finns listade i Catalogue of Life.